# Блакитар вохристочеревий
Блакитна́р вохристочеревий (Pipraeidea melanonota) — вид горобцеподібних птахів родини саякових (Thraupidae). Мешкає в Південній Америці. Це єдиний представник монотипового роду Вохристочеревий блакитнар (Pipraeidea).

## Опис

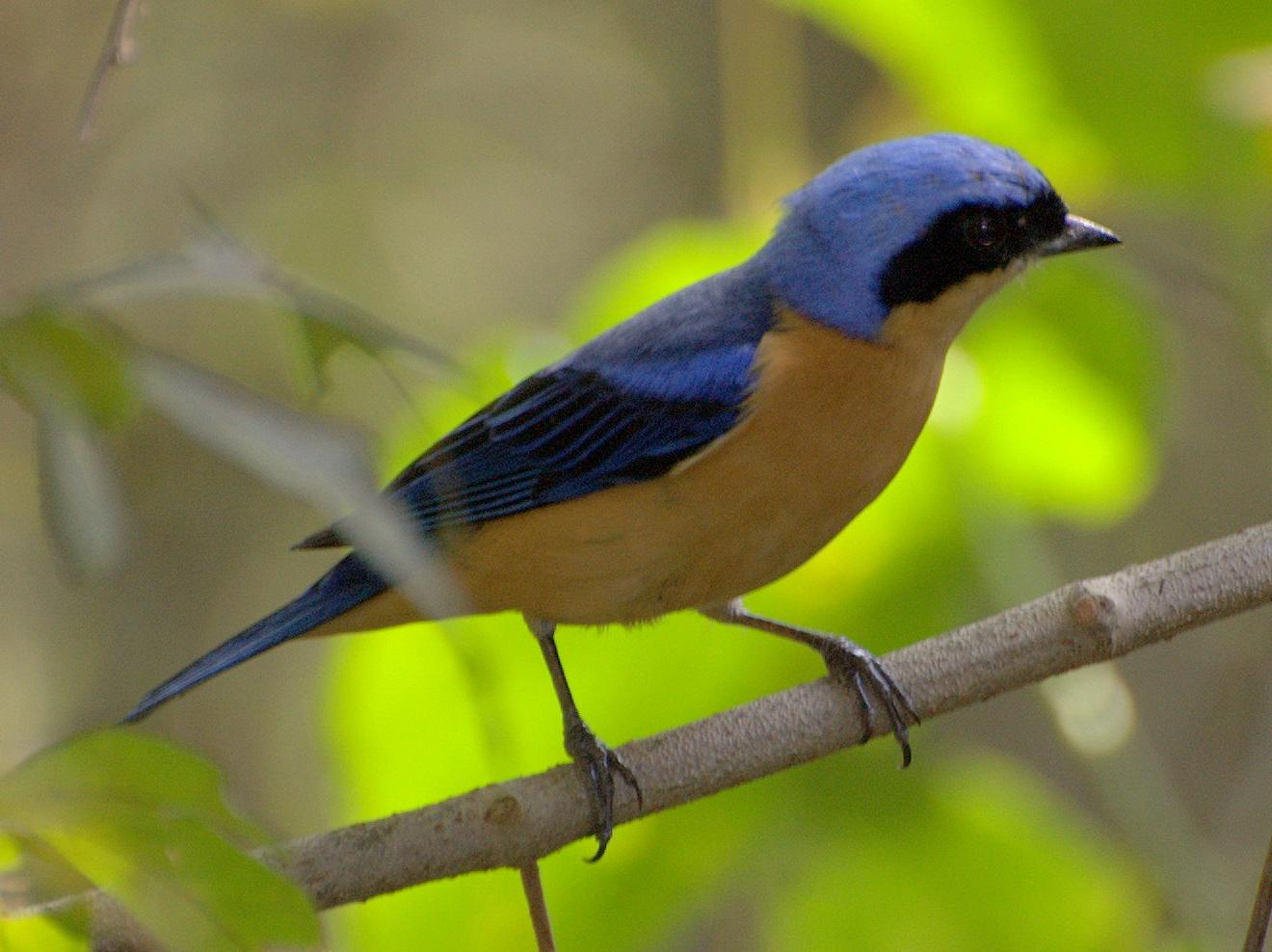
Вохристочеревий блакитнар

Довжина птаха становить 14 см, вага 18-25 г. Дзьоб незвично короткий і широкий, схожий на дзьоб ластівки, лапи і хвіст короткі, крила довгі. У самців верхня частина голови, шия і верхня частина спини бірюзово-блакитні, на голові широка чорна "маска". Спина і крила темно-сині, надхвістя і верхні покривні пера хвоста яскраво-бірюзово-блакитні, хвіст синій. Нижня частина тіла охриста. Райдужки темно-червоні або червонувато-карі, дзьоб чорнуватий, знизу сірий. Самиці мають більш тьмяне забарвлення, особливо на тімені, спина у них коричнювата. Молоді птахи мають переважно сірувато-коричневе забарвлення.

## Підвиди
Виділяють два підвиди:
- P. m. venezuelensis Sclater, PL, 1857 — Анди у Венесуелі, Колумбії, Еквадорі, Перу, Болівії і північно-західній Аргентині, тепуї Гвіанського нагір'я на півдні Венесуели;
- P. m. melanonota (Vieillot, 1819) — південний схід і південь Бразилії, Парагвай, Уругвай і північний схід Аргентини.

## Поширення і екологія
Вохристочереві блакитнарі мешкають у Венесуелі, Колумбії, Еквадорі, Перу, Болівії, Бразилії, Аргентині, Парагваї і Уругваї. Вони живуть на узліссях тропічних лісів, на галявинах, в чагарникових заростях, на порослих деревами і чагарниками луках, пасовищах і полях. Зустрічаються поодинці або парами, в Андах на висоті від 1500 до 2500 м над рівнем моря, в Колумбії на висоті до 900 м над рівнем моря, у Венесуелі на висоті до 400 м над рівнем моря. Рідко приєднуються до змішаних зграй птахів.
Вохристочереві блакитнарі живляться ягодами, соковитими плодами, квітками, насіням, а також комахами, зокрема метеликами та їх личинками. Гніздо чашоподібне, робиться з моху, гілочок і стебел, розміщується на дереві, на висоті від 15 до 20 м над землею. В кладці 2-3 блідо-зелених яйця, поцяткованих темними плямками, розміром 22×18 мм. Інкубаційний період триває 12-14 днів, пташенята покидають гніздо через 18-22 дні після вилуплення.